# 藤生安太郎

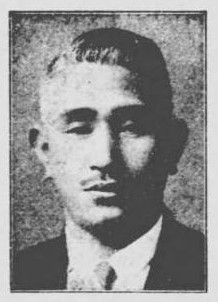
藤生安太郎

藤生 安太郎（ふじお やすたろう、1895年（明治28年）8月21日 - 1971年（昭和46年）12月7日）は、大正から昭和期の柔道家、政治家、雑誌編集者。衆議院議員。講道館柔道七段。

## 経歴
佐賀県東松浦郡、のちの唐津市で藤生利太郎の長男として生まれる。1898年（明治31年）家督を相続。1918（大正7年）東京外国語学校（現東京外国語大学）支那語科を卒業した。一年志願兵として入営し、陸軍歩兵伍長となった。
その後、新潟県立村上中学校（現新潟県立村上高等学校）、陸軍士官学校、警視庁、東京高等学校、拓殖大学の嘱託教師・柔道師範を務めた。この間、北白川宮永久王、竹田宮恒徳王、朝香宮鳩彦王、李王の柔道師範となる。
衆議院議長秘書を務め、1932年（昭和7年）2月、第18回衆議院議員総選挙に佐賀県第2区から立憲政友会公認で出馬して初当選。以後、第21回総選挙まで再選され、衆議院議員に連続4期在任した。この間、米内内閣・逓信参与官、逓信省委員、翼賛政治体制協議会政調逓信委員・厚生兼務委員などを務めた。1938年（昭和13年）武道振興に関する建議案を提出し、国家総動員体制に対応した戦技武道への改編を推進した。また、大日本清風会を設立して専務理事となり、『武道公論』を創刊して国策武道の振興を主張した。
戦後、翼賛政治体制協議会推薦議員のため公職追放となった。追放解除後、佐賀県全県区から第25回、第26回、第27回総選挙に立候補したがいずれも落選した。その他、国政審議調査会理事長となり月刊雑誌『道義』を主宰し、日本地熱調査会常務理事、国際発明社長、観光審議会委員なども務めた。

## 著作
- 『四股をふんで国策へ』大日本清風会、1938年。
- 『武道としての相撲と国策』大日本清風会、1939年。
- 『相撲道の復活と国策』大日本清風会、1939年。